# Jane McGregor
Jane McGregor (Canadá, 1 de janeiro de 1983) é uma atriz canadense. Suas obras incluem filmes como Slap Her... She's French, That Beautiful Somewhere e The Switch, assim como aparições em séries de TV, como The 4400, Supernatural e So Weird.

## Vida
McGregor nasceu e ainda reside em Vancouver, sua cidade nativa. Ela tem uma irmã. McGregor gostaria de trabalhar com Christopher Guest e considera Lucille Ball sua comediante favorita. Ela gosta de entrevistas, mas odeia audições.

## Filmografia

### Filme
| Ano  | Título                                  | Papel                 | Nota                                           |
| ---- | --------------------------------------- | --------------------- | ---------------------------------------------- |
| 1996 | Live TV                                 |                       | Curta-metragem                                 |
| 2002 | Slap Her... She's French                | Starla Grady          | Também conhecido como, She Gets What She Wants |
| 2002 | Bang Bang You're Dead                   | Jenny Dahlquist       |                                                |
| 2002 | Flower & Garnet                         | Flower                |                                                |
| 2002 | Bitten                                  | Daughter              | Curta                                          |
| 2006 | That Beautiful Somewhere                | Catherine Nyland      |                                                |
| 2006 | Citizen Duane                           | Molly Buckley         |                                                |
| 2007 | American Venus                          | Jennifer 'Jenna' Lane |                                                |
| 2012 | Penguins (Are So Sensitive to My Needs) | Detetive Rowe         | Curta-metragem                                 |
| 2016 | The 9th Life of Louis Drax              | Sophie                |                                                |
| 2017 | A Dog's Purpose                         | Rachel                |                                                |

## Televisão

### Série
| Ano  | Título                  | Papel            | Nota                                                                     |
| ---- | ----------------------- | ---------------- | ------------------------------------------------------------------------ |
| 1994 | The Odyssey             | Linda            | Episódios: "Styx and Stones", "Time Bomb"                                |
| 1998 | You, Me and the Kids    |                  | Episódio: "Smoke Alarm"                                                  |
| 1999 | So Weird                | Gabe Crawford    | Episódio: "Angel"                                                        |
| 1999 | Poltergeist: The Legacy | Patricia Spiro   | Episódio: "Gaslight"                                                     |
| 2000 | Live Through This       | Darby Parsons    | Papel principal (13 episódios)                                           |
| 2005 | Young Blades            | Mireille         | Episódio: "Da Vinci's Notebook"                                          |
| 2005 | Supernatural            | Lori Sorenson    | Episódio: "Hook Man"                                                     |
| 2005 | Robson Arms             | Alicia Plecas    | Papel regular                                                            |
| 2007 | The 4400                | Vanessa Martin   | Episódio: "Audrey Parker's Come and Gone"                                |
| 2007 | Fallen                  | Deborah          | Episódio: "Someone Always Has to Die                                     |
| 2011 | Fringe                  | Julie            | Episódio: "Wallflower"                                                   |
| 2013 | The Dark Corner         | Dana Rosten      | Episódios: "The Cold Case", "Crime Scene", "The Watch", "The Confession" |
| 2013 | The Listener            | Jennifer Cowell  | Episódio: "The Illustrated Woman"                                        |
| 2013 | Almost Human            | Kelly Cooper     | Episódio: "The Bends"                                                    |
| 2014 | Fargo                   | Enfermeira Faber | Episódio: "Buridan's Ass"                                                |

### Telefilme
| Ano  | Título                                                 | Papel          | Nota |
| ---- | ------------------------------------------------------ | -------------- | ---- |
| 1998 | Noah                                                   | Kathy Simmons  |      |
| 1999 | Two of Hearts                                          | Sarah Saunders |      |
| 1999 | The Patty Duke Show: Still Rockin' in Brooklyn Heights | Molly Harrison |      |
| 1999 | Our Guys: Outrage at Glen Ridge                        | Diane Carter   |      |
| 1999 | Y2K                                                    | Kelly Cromwell |      |
| 2000 | Hayley Wagner, Star                                    | Mira           |      |
| 2005 | The Magic of Ordinary Days                             | Abby           |      |